# Índia (película de 2023)
Índia es una película dramática portuguesa de 2022 dirigida por Telmo Churro.
La película fue seleccionada para competir en la sección oficial a la mejor película de la Competencia Internacional en la 24° edición del Buenos Aires Festival Internacional de Cine Independiente.

## Sinopsis
A Tiago, guía turístico, le han roto el corazón. Con su padre, un viejo marinero, y su hijo un melancólico turista brasileño a través de la derrota y el dolor.

## Premios y nominaciones
| Premio/Festival de Cine                                   | Fecha del evento                 | Categoría                                | Nominado | Resultado | Ref.  |
| --------------------------------------------------------- | -------------------------------- | ---------------------------------------- | -------- | --------- | ----- |
| Buenos Aires Festival Internacional de Cine Independiente | 19 de abril al 1 de mayo de 2023 | Competencia internacional Mejor película | Índia    | Pendiente | [ 2 ] |